# Мачелара (Козенца)
Мачелара је насеље у Италији у округу Козенца, региону Калабрија.
Према процени из 2011. у насељу је живело 232 становника. Насеље се налази на надморској висини од 425 м.